# جاك مورالي
جاك مورالي (بالفرنسية: Jacques Morali) ولد في 4 يوليو 1947 , فرنسي من أصل يهودي مغربي. كان مورالي مؤلفًا ومنتجًا غنائيًا لرقص الديسكو والرقص ومعروفًا بتأليفه أعمالًا مثل «عائلة ريتشي» و«أهل القرية».

## حياته السابقة
ولد مورالي في المغرب لعائلة مختلة. ربما كان لديه أصل يهودي.

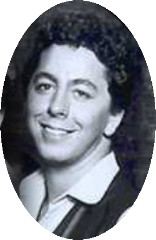
Jacques Morali

## وفاته
توفي مورالي في 15 نوفمبر 1991 بمدينة روان الفرنسية

## روابط خارجية
- جاك مورالي على موقع IMDb (الإنجليزية)
- جاك مورالي على موقع ميوزك برينز (الإنجليزية)
- جاك مورالي على موقع أول ميوزيك (الإنجليزية)
- جاك مورالي على موقع ديسكوغز (الإنجليزية)
- جاك مورالي على موقع قاعدة بيانات الفيلم (الإنجليزية)